# لاساری
لاساری (به ایتالیایی: Lascari) یک کومونه در ایتالیا است که در استان پالرمو واقع شده‌است.

## خصوصیات
لاساری یکی از مناطق واقع در استان پالرمو ایتالیا می باشد که از مناطق ساحلی دریای تیرنی هست. وسعت خاکی این منطقه چیزی در حدود ۱۰٫۴ کیلومترمربع و جمعیت آن منطقه  ۳٬۳۰۵ نفر می باشد .